# Episema transversa
Episema transversa är en fjärilsart som beskrevs av Wagner 1931. Episema transversa ingår i släktet Episema och familjen nattflyn. Inga underarter finns listade i Catalogue of Life.